# Шуктынский сельсовет
Шуктынский сельсовет — административно-территориальная единица и муниципальное образование со статусом сельского поселения в Акушинском районе Дагестана Российской Федерации.
Административный центр — село Шукты.

## Население
| 1989 | 2002  | 2010 | 2012 | 2013 | 2014 | 2015 |
| ---- | ----- | ---- | ---- | ---- | ---- | ---- |
| 921  | ↗1248 | ↘874 | ↘864 | ↘841 | ↘816 | ↘809 |
| 2016 | 2017  | 2018 | 2019 | 2020 | 2021 | 2023 |
| ↘792 | ↘777  | ↘763 | ↗764 | ↗781 | ↗932 | ↘918 |
| 2024 |       |      |      |      |      |      |
| ↗923 |       |      |      |      |      |      |

## Состав
| № | Населённый пункт | Тип населённого пункта       | Население |
| - | ---------------- | ---------------------------- | --------- |
| 1 | Цуликана         | село                         | ↗298      |
| 2 | Шукты            | село, административный центр | ↗634      |